# 爱德华·拉德金斯基
爱德华·拉德金斯基·斯坦尼斯拉沃维奇（俄语：Э́двард Станисла́вович Радзи́нский，1936年9月23日—），生于莫斯科，是前苏联和当代俄罗斯联邦最著名作家、剧作家、小说家、历史学家、政论家、文学批评家、编剧和电视节目主持人。

## 传记
爱德华·拉德金斯基·斯坦尼斯拉沃维奇出生于1936年9月23日，俄罗斯莫斯科，剧作家拉德金斯基·斯坦尼斯拉沃维奇和妻子索菲亚。作为一名历史工作者，他在俄罗斯莫斯科对俄罗斯历史进行了大量的深入研究。 

## 书籍

### 已翻译成英语的
- 《斯大林：第一本基于来自俄罗斯秘密档案馆的爆炸性新文献的深度传记》，美国安克尔出版社，（1997年）ISBN 0-385-47954-9
- 《最后的沙皇：尼古拉斯二世的生与死》1993年，美国安克尔出版社，ISBN 0-385-46962-4，（2005）ISBN 0-7432-7332-X
- 《亚历山大二世：最后的沙皇》美国安克尔出版社（2005）ISBN 0-7432-7332-X
- 《沙皇：尼古拉斯和亚历山德拉的失落世界》 美国安克尔出版社 ISBN 0-316-55788-9
- 《拉斯普京档案》（2001年，美国安克尔出版社）ISBN 0-385-48910-2
- 《拉斯普京：最后的言语》（2001年，艾伦与温云 澳大利亚）ISBN 1-86508-529-4

### 俄语
- 《伊帕捷耶夫之夜》© AST 2007
- 《在俄罗斯，心灵只有一种悲伤》©AST，2006年
- 《戏剧小说的开端》：剧集©瓦格里乌斯出版社，2004
- 《作品集（共八册）©瓦格里乌斯出版社，1998-2003
- 《生与死的奥秘》 精装版©瓦格里乌斯出版社，2003年
- 《塔拉卡诺娃公主》©瓦格里乌斯出版社，2003年
- 《历史之谜》。礼品版©VAGRIUS出版社，2002
- 《拿破仑：死后的生命》©瓦格里乌斯出版社，2002
- 《作家游戏》©瓦格里乌斯出版社，2001年
- 《爱情的奥秘》©瓦格里乌斯出版社，1999、2000
- 《历史之谜》©瓦格里乌斯出版社，1999年，2000年
- 《俄罗斯麻烦的血统和鬼魂》©瓦格里乌斯出版社，1998年，2000年
- 《英勇的世纪之死》©瓦格里乌斯出版社，1999年
- 《……鲜血已成》©瓦格里乌斯出版社，1998
- 《厄运的统治者》©瓦格里乌斯出版社，1999年
- 《剧院》©艺术出版社，1986年
- 《与苏格拉底的对话》©1982苏维埃作家出版社

## 外部連結
- 官方网站